# Agrotera ignepictoides
Agrotera ignepictoides là một loài bướm đêm trong họ Crambidae.